# Осипов Денис Андрійович
Денис Андрійович Осипов (рос. Денис Андреевич Осипов; 9 травня 1987, м. Москва, СРСР) — російський хокеїст, захисник.
Вихованець хокейної школи «Крила Рад» (Москва). Виступав за «Крила Рад» (Москва), ХК МВД (Московська обл.), «Кристал» (Електросталь), «Рись» (Подольск), ХК «Саров», «Автомобіліст» (Єкатеринбург), «Югра» (Ханти-Мансійськ), «Сариарка», «Адмірал» (Владивосток), «Металург» (Магнітогорськ), «Локомотив» (Ярославль), «Динамо» (Мінськ) та «Куньлунь Ред Стар».
У складі юніорської збірної Росії учасник чемпіонату світу 2005.